# Jackson Pace
Jackson Pace est un acteur américain, né le 19 février 1999 à Boca Raton en Floride aux États-Unis. Il est principalement connu pour le rôle de Chris Brody dans Homeland.

## Filmographie

### Cinéma
- 2007 : Never Forever : Adam
- 2007 : The Gray Man : Billy Gaffney
- 2010 : Cool Dog : Jimmy
- 2013 : Jimmy : Max Cochran

### Télévision
- 2006 : Barney : Adam (2 épisodes)
- 2007 : New York, section criminelle : un enfant (1 épisode)
- 2008 : Une taille de reine : Will Baker
- 2008 : Tout le monde déteste Chris : le petit garçon (1 épisode)
- 2009 : Le Gouffre aux chimères : Eddie Morella
- 2010 : L'Heure de la peur : Logan (1 épisode)
- 2010 : A Walk in My Shoes : Mikey Kremer
- 2011 : Criminal Behavior : Ben Collins
- 2011-2013 : Homeland : Chris Brody (36 épisodes)
- 2012 : Les Experts : Avery Keil (1 épisode)
- 2012 : Esprits criminels : Billy Henderson (1 épisode)
- 2018-2022 : The Walking Dead : Gage (saisons 9 à 11)
- 2022-2025 : 911 Lone Star : Wyatt Harris (saison 5, récurrent saisons 3 et 4)